# 327 Dywizja Piechoty (III Rzesza)
327 Dywizja Piechoty (niem. 327. Infanterie-Division) – niemiecka dywizja z czasów II wojny światowej, w 1943 zniszczona przez Armię Czerwoną. 
Sformowana w Wiedniu na mocy rozkazu z 15 listopada 1940, w 13. fali mobilizacyjnej w XVII Okręgu Wojskowym. Uczestniczyła w okupacji Francji i od listopada 1942 Francji Vichy. W 1943 została przerzucona na terytorium Związku Radzieckiego, do walki przeciw Armii Czerwonej. W bitwach pod Kijowem i Żytomierzem doznała ciężkich strat, co spowodowało jej zredukowanie 2 listopada 1943 do 327 grupy dywizyjnej. Następnie grupę przeorganizowano w 694 pułk grenadierów i włączono w skład 340 Dywizji Piechoty, którą Armia Czerwona zniszczyła w 1944 w kotle pod Brodami.

## Dowódcy dywizji
- gen. por. Wilhelm Rupprecht 15 XI 1940 – X 1942;
- gen. mjr Theodor Fischer X 1942 – 30 X 1942;
- gen. por. Rudolf Friedrich 30 X 1942 – 9 VII 1943;
- płk Walter Lange VIII 1943 – VIII 1943.

## Struktura organizacyjna
- Skład w listopadzie 1940:

595., 596. i 597. pułk piechoty, 327. pułk artylerii, 327. batalion pionierów, 327. oddział przeciwpancerny, 327. oddział łączności;
- Skład w czerwcu 1943:

595., 596. i 597. pułk grenadierów, 327. pułk artylerii, 327. batalion pionierów, 327. oddział przeciwpancerny, 327. oddział łączności, 327. polowy batalion zapasowy;